# Cimetière militaire allemand de Montdidier
Le cimetière militaire allemand de Montdidier est un cimetière militaire de la Première Guerre mondiale situé sur le territoire de la commune de Montdidier, dans le département de la Somme.

## Historique
Le cimetière a été édifié par l’État français en 1920. Après le 11 novembre 1918, on a regroupé dans cette nécropole, des tombes provenant de 134 cimetières disséminés dans les environs. Plus d'un millier de corps retrouvés sur les champs de bataille de la Somme après la Grande Guerre ont été ré-inhumés dans ce cimetière.
Ce cimetière compte 8 051 corps dont 4 351 inhumés dans des tombes individuelles, 237 de ces corps n'ont pas pu être identifiés. Ces tombes sont matérialisées par des croix de métal. Sous chaque croix noirs repose en général 4 soldats, comme cela se faisait habituellement dans les cimetières militaires allemand.
3 700 autres corps, dont 801 n'ont pas pu être identifiés, sont inhumés dans un ossuaire.
Certains des soldats inhumés ont été tués en 1914, d'autres au cours de la Bataille de la Somme, cependant, la grande majorité d'entre eux ont été tués au cours de la Bataille du Kaiser, offensive allemande de mars 1918, ou de l'Offensive des Cent-Jours menée par les Alliés à partir du 8 août 1918.

## Localisation
Le cimetière allemand est situé au bord de la R.D. 329, à l'est du cimetière communal et de la nécropole nationale de l'Égalité, il a une superficie de 1,3 ha.

## Galerie

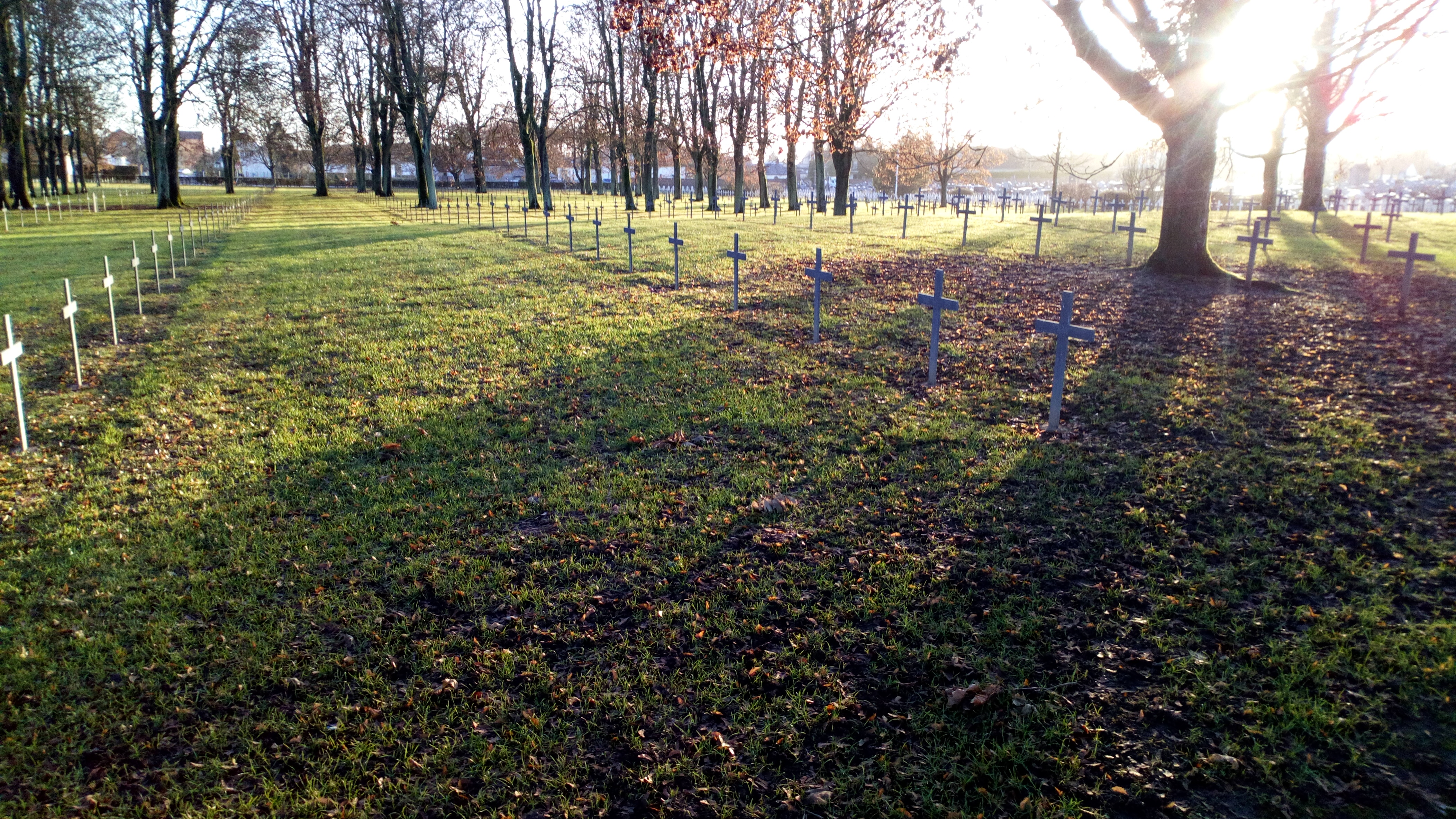
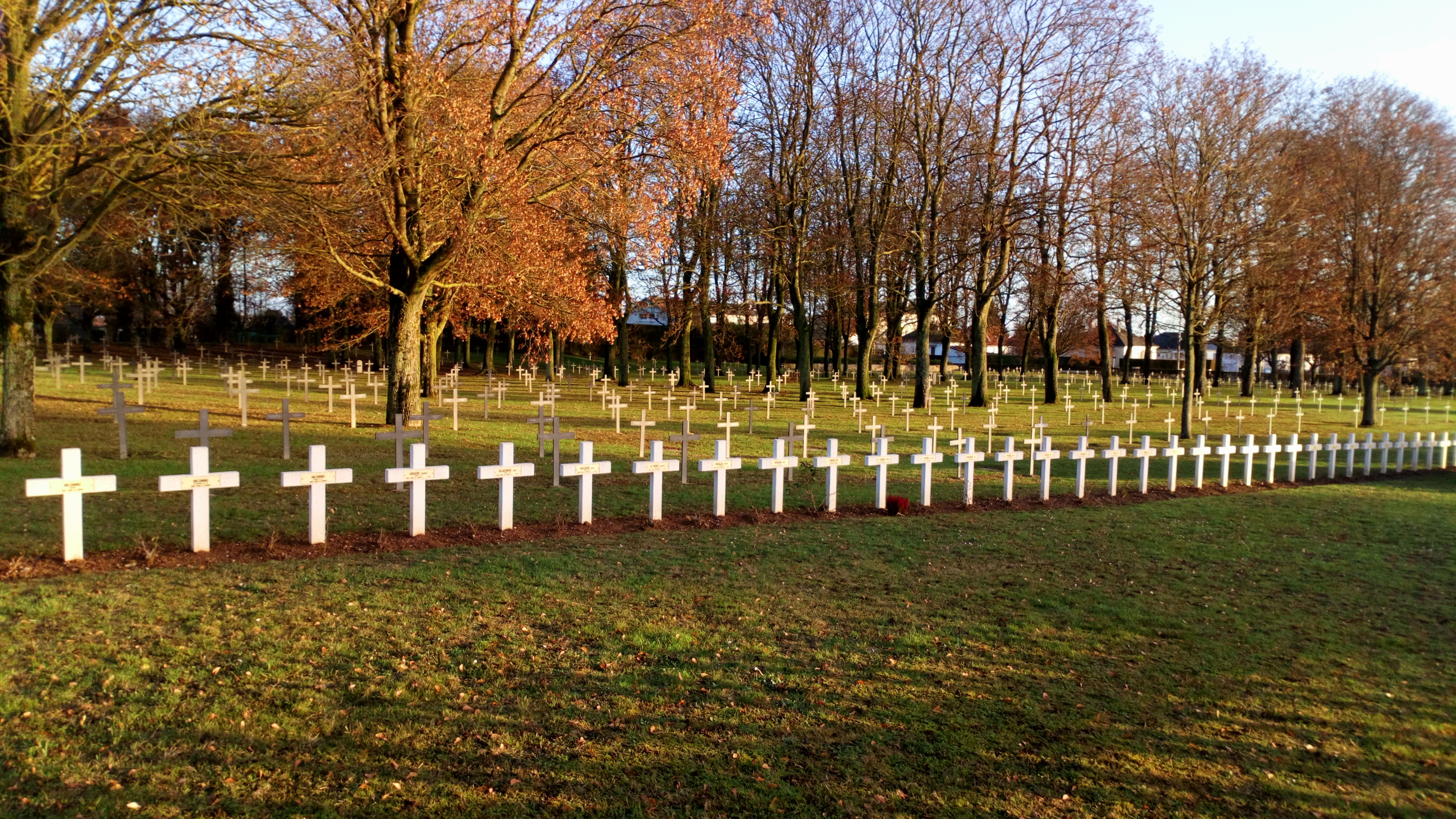
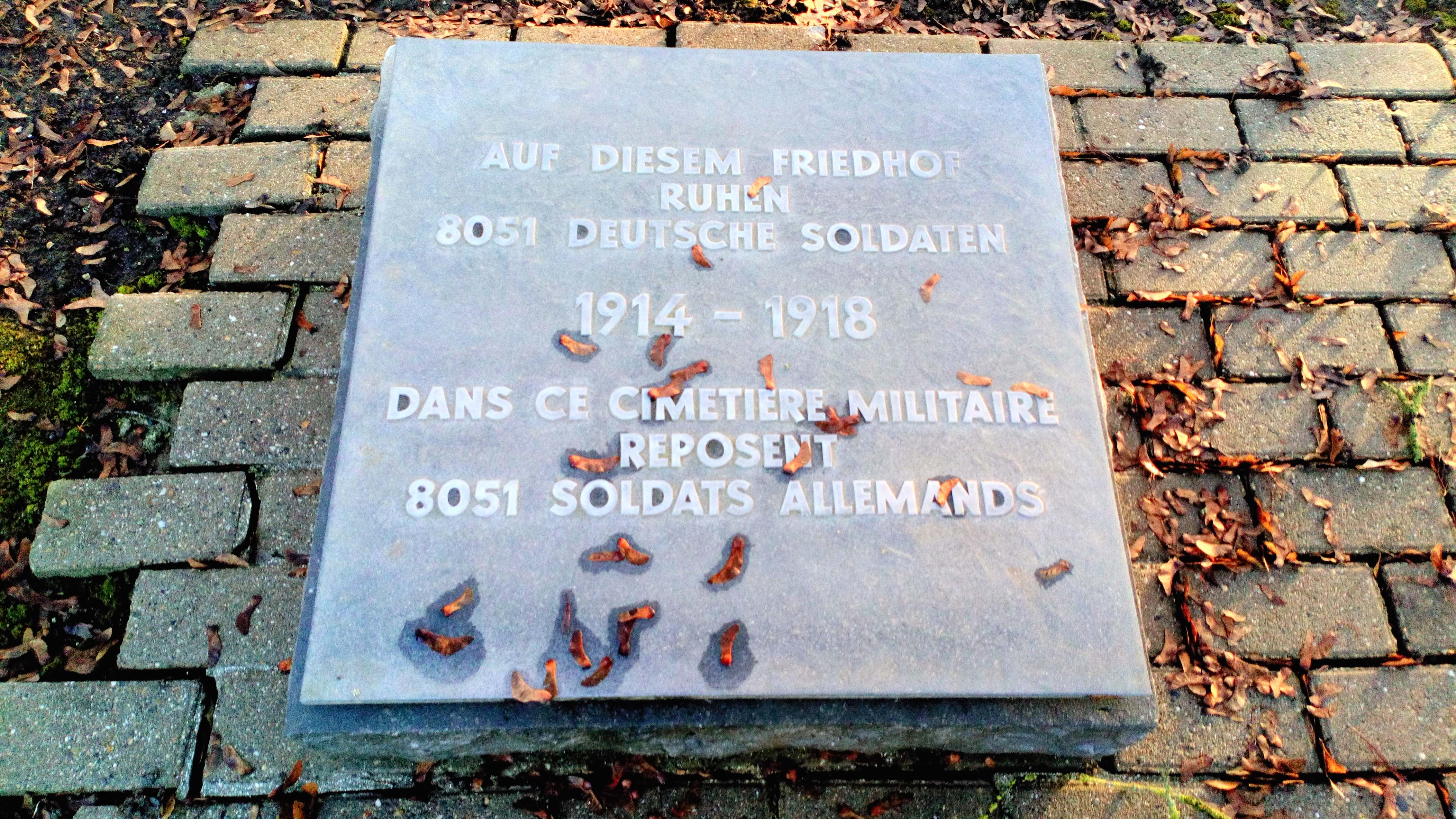